# Râul Putreda, Jijia
Râul Putreda este un curs de apă, afluent al râului Jijia. 